# Kröning
Kröning település Németországban, azon belül Bajorországban. Lakosainak száma 2053 fő (2023. december 31.). Kröning Niederviehbach, Loiching, Aham, Gerzen, Vilsbiburg, Geisenhausen, Adlkofen és Niederaichbach községekkel határos.

## Népesség
A település népessége az elmúlt években az alábbi módon változott:
| Lakosok száma | 1814 | 2289 | 1933 | 1961 | 1949 | 2011 | 2024 | 2053 | 2058 | 2053 |
|               | 1970 | 1975 | 2011 | 2012 | 2014 | 2015 | 2017 | 2019 | 2022 | 2023 |